# Szahnaz Pahlawi
Szahnaz Pahlawi, per. شهناز پهلوی (ur. 27 października 1940 w Teheranie) – pierwsza córka ostatniego szacha Iranu, Mohammada Rezy Pahlawiego i jego pierwszej żony Fauzijji bint Fu’ad.

## Zarys biografii
Wyszła za mąż za Ardeszira Zahediego, byłego irańskiego ministra do spraw zagranicznych i ambasadora Iranu w Stanach Zjednoczonych w latach 1957–1964 i 1972–1979. Para ma jedną córkę, księżniczkę Zahrę Mahnaz (ur. 2 grudnia 1958).
Po rozwodzie Szahnaz wzięła ślub po raz drugi z Chosrouem Dżahanbanim w lutym 1971. Mają jednego syna, Kejchosroua (ur. 1971) oraz córkę o imieniu Fauzije (ur. 1973).
Obecnie Szahnaz mieszka w Szwajcarii.